# جوردان ميكي
جوردان ميكي (بالإنجليزية: Jordan Mickey)‏ مواليد 9 يوليو 1994 في دالاس، هو لاعب كرة سلة أمريكي. بدأ مسيرته الاحترافية في سنة 2015. تم اختياره من قبل فريق بوسطن سيلتكس خلال الدرافت ويلعب معه في الرابطة الوطنية لكرة السلة. يحمل الرقم 55. يبلغ طوله 6 قدم 8 بوصة (2.0 م).

## إحصائيات المسيرة

### الموسم الاعتيادي
| السنة   | الفريق       | لعب | بدأ | دقيقة | ميداني% | ثلاثية | حرة  | ارتداد | صنع | استلاب | تصدي | نقطة |
| ------- | ------------ | --- | --- | ----- | ------- | ------ | ---- | ------ | --- | ------ | ---- | ---- |
| 2015–16 | بوسطن سيلتكس | 16  | 0   | 3.6   | .364    | .000   | .500 | .8     | .1  | .0     | .7   | 1.3  |
| المسيرة | المسيرة      | 16  | 0   | 3.6   | .364    | .000   | .500 | .8     | .1  | .0     | .7   | 1.3  |

### الأدوار الإقصائية
| السنة   | الفريق       | لعب | بدأ | دقيقة | ميداني% | ثلاثية | حرة  | ارتداد | صنع | استلاب | تصدي | نقطة |
| ------- | ------------ | --- | --- | ----- | ------- | ------ | ---- | ------ | --- | ------ | ---- | ---- |
| 2016    | بوسطن سيلتكس | 2   | 0   | 5.0   | .500    | .000   | .000 | 1.0    | 1.0 | .0     | .5   | 2.0  |
| المسيرة | المسيرة      | 2   | 0   | 5.0   | .500    | .000   | .000 | 1.0    | 1.0 | .0     | .5   | 2.0  |

## روابط خارجية
- جوردان ميكي على موقع إن بي أي (الإنجليزية)
- جوردان ميكي على موقع سبورتس رفرنس (الإنجليزية)
- جوردان ميكي على موقع الدوري الإسباني لكرة السلة (الإسبانية)
- جوردان ميكي على موقع كرة السلة الأوروبية.كوم (الإنجليزية)
- جوردان ميكي على موقع إي إس بي إن.كوم (الإنجليزية)
- جوردان ميكي على موقع كلية كرة السلة في سبورتس رفرنس.كوم (الإنجليزية)
- جوردان ميكي على موقع ريلجم (الإنجليزية)
- جوردان ميكي على موقع بروبوليرز (الإنجليزية)
- جوردان ميكي على موقع سبورتس رفرنس (الإنجليزية)
- جوردان ميكي على موقع سبورتس رفرنس (الإنجليزية)